# Prince Romerson
Pour les articles homonymes, voir Romerson.
 (février 2020).
Prince Romerson (né vers 1840 à Hawaï et mort le 30 mars 1872 à Fort Griffin) est un soldat de l'Union Army originaire du royaume d'Hawaï. Il est l'un de membres notables d'un groupe de plus de cent soldats hawaïens qui combattent pendant la guerre de Sécession alors que le royaume d'Hawaï est encore une nation indépendante.

## Biographie
Vivant dans le nord-est américain avant la guerre, Romerson s'enrôle dans l'Union Navy en 1863 au sein des escadrons de blocus chargés de maintenir le blocus de l'Union des ports des États confédérés d'Amérique. Après avoir été libéré du service naval, il s'enrôle de nouveau dans l'Union Army via le 5th Regiment Massachusetts Colored Volunteer Cavalry (en), un United States Colored Troops (USCT), et est promu au grade de sergent en juin 1864. Après la guerre, comme de nombreux anciens anciens combattants de l'USCT, il reste dans l'armée à La Frontière en tant que Buffalo Soldier.